# 32e gala des prix Félix
Le 32e gala des prix Félix, organisé par l'Association québécoise de l'industrie du disque, du spectacle et de la vidéo et animé par Louis-José Houde, s'est déroulé le 7 novembre 2010 et a récompensé les artistes québécois de la chanson.

## Album de l’année - Folk contemporain
- Silence, Fred Pellerin

Autres nommés : Brun, Bernard Adamus / Un toi dans ma tête, Luc De Larochellière / Homme Autonome, Damien Robitaille / Retrouvailles, Gilles Vigneault

## Album de l’année - Pop-Rock
- Nous, Daniel Bélanger

Autres nommés : Cité d'or, Chinatown / Traces, Dumas / Droit devant, Wilfred Le Bouthillier / Le monde tourne fort, Vincent Vallières

## Album de l’année - Rock
- Version 3.0, Marie-Mai

Autres nommés : Bushido, Xavier Caféïne / Dans mon corps, Les Trois Accords / Marjo et ses hommes Volume 1, Marjo / Requiem pour les sourds, Vulgaires Machins

## Album de l'année - Country
- Pat Groulx et les Bas blancs - La suite, Pat Groulx et les Bas blancs

Autres nommés : Tel que promis, Manon Bédard / Équilibre, Daniel Léger / Real Country, Johanne Provencher

## Album de l'année - Humour
- Condamné à l'excellence, Martin Matte

Autres nommés : Les Parlementeries 2009 (Artistes variés) / Victo Racing (Chick'n Swell / Stevenson aime Jean Clôde (Marto Napoli) / Urgence de vivre (Jean-Marc Parent)

## Album de l'année - Meilleur vendeur
- Vox Pop, Maxime Landry

Autres nommés : Chansons pour les mois d'hiver, Isabelle Boulay / Après nous, Marc Hervieux, Version 3.0, Marie-Mai / Silence, Fred Pellerin

## Auteur ou compositeur de l'année
- Luc De Larochellière

Autres nommés : Les Trois Accords, Moran, Radio Radio, Damien Robitaille

## Chanson populaire de l’année
- Cache-cache, Maxime Landry

Autres nommés : Reste, Daniel Bélanger / Chanson pour les mois d'hiver, Isabelle Boulay / Recommencer tout à zéro, William Deslauriers / Le bonheur, Dumas / Donner pour donner Marie-Ève Janvier, Jean-François Breau / Dans mon corps, Les Trois Accords / C'est moi, Marie-Mai / Besoin d'amour, Kevin Parent / En attendant le soleil, Vincent Vallières

## Groupe de l’année
- Mes Aïeux

Autres nommés : Les Cowboys Fringants, Les Trois Accords, Karkwa, The Lost Fingers

## Interprète féminine de l'année
- Marie-Mai

Autres nommées : Cœur de pirate, Isabelle Boulay, Ariane Moffatt, Ginette Reno

## Interprète masculin de l'année
- Maxime Landry

Autres nommés : Jean-Pierre Ferland, Fred Pellerin, Yann Perreau, Vincent Vallières

## Révélation de l'année
- Bernard Adamus

Autres nommés : Chinatown, Galant, tu perds ton temps, Marc Hervieux, Maxime Landry

## Artiste de la francophonie s'étant le plus illustré au Québec
- Gad Elmaleh

Autres nommés : Arthur H / Helmut Fritz / Oxmo Puccino / Emmanuelle Seigner

## Artiste québécois s'étant le plus illustré hors Québec
- Cœur de pirate

Autres nommés : Beast /  les Cowboys Fringants / Ariane Moffatt / Nikki Yanofsky

## Spectacle de l'année - Auteur-compositeur-interprète
- Un serpent sous les fleurs, Yann Perreau

Autres nommés : Marie-Pierre Arthur, Marie-Pierre Arthur / Cœur de pirate, Cœur de pirate / Un toi dans ma tête, Luc De Larochellière / 
Homme Autonome, Damien Robitaille / Le monde tourne fort, Vincent Vallières

## Spectacle de l'année - Interprète
- 12 hommes rapaillés, Artistes variés

Autres nommés : Belles-Sœurs, Artistes variés / Galant, tu perds ton temps, Galant, tu perds ton temps / Donner pour donner, Marie-Ève Janvier, Jean-François Breau / Pour que tu m'aimes, Ginette Reno

## Spectacle de l'année - Humour
- La réforme Nantel, Guy Nantel

Autres nommés: Tel quel, Jean-Michel Anctil / Les Parlementeries 2009, Artistes variés / Vu d'même, Sylvain Larocque / Un gars c't'un gars, Alex Perron

## Album de l'année -Instrumental
- Jardin d'images, Alain Lefèvre

Autres nommés : Antonio 2, David Brunet et Antonio / Ezperanto II, Marimuz / The Outcome, Pawa Up First / Twist, Psychocaravane

## Album de l'année - Jazz interprétation
- Pleased To Meet You, Oliver Jones et Hank Jones

Autres nommés : Cocktail de douceur, Nicole Martin / Saoulée à l'autre, Annie Poulain / C'est merveilleux, Johanne Cantara

## Album de l'année -Jazz création
- Jordan Officer, Jordan Officer

Autres nommés : Now What, Julie Lamontagne Trio + Donny McCaslin / Corpus Callosum, André Leroux / Treelines, Christine Jensen Jazz Orchestra / Pas manouche, c'est louche, Christine Tassan et les Imposteures

## Vidéoclip de l'année
- Le printemps des amants, Mara Tremblay

Autres nommés : Pour un infidèle, Cœur de pirate / Dans mon corps, les Trois Accords / L'amour se meurt, Yann Perreau / On est né nu, Damien Robitaille

## Hommage
- Non décerné

## Le Gala, L'Autre Gala et le Gala de l'Industrie
Pour garder l'intérêt du public, on a retenu onze prix à remettre lors du Gala annuel télévisé sur une grande chaîne le 7 novembre. Cet événement avait été précédé, le 1er novembre, de L'Autre Gala où étaient remis 21 prix. Ce même jour avait lieu le Gala de l'Industrie où étaient remis 22 Félix industriels,.